# Флоранс Марлі
Флора́нс Марлі́ (фр. Florence Marly, справжнє ім'я — Ха́на Смека́лова (чеськ. Hana Smekalova); 2 червня 1919, Орбніце, Чехословаччина (нині Чехія) — 9 листопада 1978, Глендейл, Каліфорнія, США) — французька акторка чеського походження.

## Біографія
Хана Смекалова народилася 2 червня 1919 року в чехословацькому місті Орбніце. Мріяла стати оперною співачкою, але через пошкоджені у 17 років голосові зв'язки поїхала до Парижа, де стала студенткою факультету мистецтва та літератури в Сорбонні. У 18 років її відкрив для акторської кар'єри французький режисер П'єр Шеналь, запросивши її на роль у своєму фільмі «Алібі» (1937). Після цього дебюту вона почала зніматися як у фільмах Шеналя, з яким у тому ж році одружилася, так і в кінострічках інших режисерів, зокрема Жоржа Лакомба, Марселя Л'Ерб'є та ін.
У 1940 році Марлі покинула Францію, переїхавши до Португалії, а потім до Аргентини, де в 1942 році вона возз'єдналася зі своїм чоловіком, залученим до французького Руху опору, через що йому довелося емігрувати. Пара залишилася там кілька років, де Флоранс Марлі знялася в кількох іспаномовних фільмах. Повернувшись у післявоєнні роки до Франції, Марлі знялася в головній ролі у фільмі Рене Клемана «Прокляті» (1947), який отримав премію за найкращий пригодницький фільм на 3-му Каннському кінофестивалі. У 1948 році акторка знялася у фільмі чехословацького режисера Отакара Ваври «Кракатит», знятого за однойменним романом Карела Чапека.
У 1949 році Флоранс Марлі була запрошена до Голлівуду, де підписала контракт з кінокомпанією Paramount та знялася у фільмах «Запечатаний вирок» з Реєм Мілландом (1948), «Токійський Джо» з Гамфрі Богартом (1949) та ін. Американська кінокар'єра Марлі обірвалася, коли Комісія з розслідування антиамериканської діяльності сплутала акторку зі співачкою російського походження Анною Марлі, що мала ліві погляди, та внесла її до Чорного списку Голлівуду.
З середини 1950-років Флоранс Марлі знімалася переважно для телебачення. Загалом за час своєї акторської кар'єри вона зіграла ролі у понад 30 кіно-, телефільмах та серіалах.
Флоранс Марлі померла раптово 9 листопада 1968 року в передмісті Лос-Анджелеса Глендейлі у віці 59 років від серцевого нападу.

## Фільмографія
| Рік       |   | Українська назва          | Оригінальна назва             | Роль                                         |
| --------- | - | ------------------------- | ----------------------------- | -------------------------------------------- |
| 1937      | ф | Алібі                     | L'alibi                       | коханка Гордона                              |
| 1937      | ф | Справа Лафаржа            | L'affaire Lafarge             | Емма Понтьє                                  |
| 1938      | ф | Мальтійський будинок      | La maison du Maltais          | Діана                                        |
| 1938      | ф | Паризьке кафе             | Café de Paris                 | Естель                                       |
| 1938      | ф | Дика бригада              | La brigade sauvage            | Іза Островські                               |
| 1939      | ф | Останній поворот          | Le dernier tournant           | Мадж, приборкувачка                          |
| 1943      | ф | Шкіра Запи                | La piel de Zapa               | Федора                                       |
| 1944      | ф | Кінець ночі               | El fin de la noche            |                                              |
| 1946      | ф | Подорож без повернення    | Viaje sin regreso             |                                              |
| 1947      | ф | Прокляті                  | Les maudits                   | Гільде Ґаросі                                |
| 1948      | ф | Кракатит                  | Krakatit                      | принцеса Вільгельміна Гаґен                  |
| 1948      | ф | Запечатаний вирок         | Sealed Verdict                | Теймес Де-Лісле                              |
| 1949      | ф | Токійський Джо            | Tokyo Joe                     | Трина Печинков Ландіс                        |
| 1951      | ф | Токійський файл 212       | Tokyo File 212                | Стеффі Новак                                 |
| 1951—1959 | с | Облава                    | Драгнет                       |                                              |
| 1952      | ф | Гобс і Галс               | Gobs and Gals                 | Сона Дюбуа                                   |
| 1952      | ф | Ідол                      | El ídolo                      | Крістіна Арно                                |
| 1955—1960 | с | Мільйонер                 | The Millionaire               | Єлена Яначек                                 |
| 1957—1963 | с | Є зброя — будуть подорожі | Have Gun - Will Travel        | Мадам Л, шахова противниця Паладіна          |
| 1957      | ф | Підводні дівчата          | Undersea Girl                 | Лейла Грем                                   |
| 1957—1958 | с | Підозра                   | Suspicion                     | Марія Невада                                 |
| 1958—1959 | с | За закритими дверима      | Behind Closed Doors           | Марі Саві                                    |
| 1958—1964 | с | Сансет-Стріп, 77          | 77 Sunset Strip               | Мадлен                                       |
| 1959—1964 | с | Присмеркова зона          | The Twilight Zone             | дівчина Даггета                              |
| 1964—1968 | с | Агенти А.Н.К.Л.           | The Man from U.N.C.L.E.       | Друзилла Давіна                              |
| 1965—1968 | с | Я — шпигун                | I Spy                         | Еліска                                       |
| 1960      | ф | Кривава королева          | Queen of Blood                | іноземна королева                            |
| 1967      | ф | Ігри                      | Games                         | баронеса, гостя на вечірці                   |
| 1969—1974 | с | Кохання по-американськи   | Love, American Style          | Гіларі (епізод «Love and the Twanger Tutor») |
| 1973      | ф | Доктор Смерть: Шукач душ  | Doctor Death: Seeker of Souls | Тана                                         |